# Aethalura punctularia
Aethalura punctularia là một loài bướm đêm trong họ Geometridae.